# Esso
Esso er en verdensdækkende kæde af tankstationer. Esso kommer af den engelske udtale af forkortelsen for Standard Oil (S.O.). Standard Oil blev tvangsopløst i 1911, og en del blev til Esso (Exxon i USA). Kæden ejes af ExxonMobil.
Esso havde tankstationer i Danmark indtil 1986, da de blev opkøbt af Statoil ASA og omdøbt til Statoil.
- Wikimedia Commons har flere filer relateret til Esso

| Firma | Spire Denne artikel om et firma eller en virksomhed i USA er en spire som bør udbygges. Du er velkommen til at hjælpe Wikipedia ved at udvide den. |